# Isabelle Wolf
Isabelle Wolf (* 14. Dezember 1994 in Dortmund) ist eine deutsche Fußballspielerin. Sie spielt für den FSV Gütersloh 2009.

## Karriere

### Vereine
Wolf begann mit dem Vereinsfußball in der Jugend des FC Wellinghofen 83. Im Sommer 2007 schloss sie sich dem Hombrucher SV an. In Hombruch spielte Wolf zwei Jahre als U-17-Juniorin, bevor sie im Juli 2009 zum Lokalrivalen SG Lütgendortmund wechselte. Bei der SG Lütgendortmund feierte sie am 2. Spieltag der Regionalliga West am 5. September 2010 ihr Seniorinnen-Debüt gegen Borussia Mönchengladbach. Nach einer Saison mit dem Regionalligisten wechselte sie zum Bundesligisten SG Essen-Schönebeck. Dort spielt Wolf mit ihrer ehemaligen Lütgendortmunder Vereinskameradin Jacqueline Klasen. Am 21. August 2011 gab Wolf ihr Bundesliga-Debüt gegen den 1. FFC Frankfurt. Im Sommer 2015 wechselte Wolf zum FSV Gütersloh in die 2. Bundesliga Nord.

### Nationalmannschaft
Am 28. Februar 2012 gab sie ihr Debüt für die deutsche U-19-Nationalmannschaft, gemeinsam mit ihrer Mitspielerin bei SGS Essen, Jacqueline Klasen. Im Spiel gegen die niederländische U-19-Nationalmannschaft in Cuijk wurde sie in der 46. Spielminute für Sandra Starke eingewechselt.

## Privates
Wolf besuchte das Goethe-Gymnasium in Dortmund.